# Борованска могила
Борованската могила е уединено възвишение в Северозападна България, Западния Предбалкан, област Враца.
Изолираното възвишение Борованска могила се издига в най-северната част на Западния Предбалкан и е разположено в големия завой на река Скът в района на село Оходен. По северното му подножие преминава границата между Предбалкана на юг и Дунавската равнина на север. Възвишението е остатък от разрушена във времето антиклинала. Изградено е от долнокредни варовици и пясъчници. На югозапад, запад и север се спуска със стръмни, на места отвесни склонове към долината на река Скът. Източните и югоизточните му склонове са полегати. Дължината на възвишението от север на юг е 4 – 5 км, а ширината му е 2 – 3 км. На югоизток се свързва с планински рид Веслец. Връхната точка на Борованската могила (422,5 м) се издига на повече от 200 м над околните равнинни земи.
В западното и югозападното подножие на възвишението са разположени селата Оходен и Мало Пещене в община Враца.
По-голямата част от възвишението попада в защитената местност Борованска могила.

## Топографска карта
- Лист от карта K-34-24. Мащаб: 1 : 100 000.